# Acanthocephalus elongatus
Acanthocephalus elongatus är en hakmaskart som beskrevs av Van Cleve 1937. Acanthocephalus elongatus ingår i släktet Acanthocephalus och familjen Echinorhynchidae. Inga underarter finns listade i Catalogue of Life.